# Vreneli van Helbergen
Vreneli van Helbergen (* 7. Mai 1987 in Naarden) ist eine niederländische Schauspielerin.

## Leben
Vreneli van Helbergen wuchs in Bussum auf, wo ihr Vater als Tierarzt arbeitete. Sie hat eine ältere und zwei jüngere Schwestern. Schon als vierjähriges Kind besuchte sie Tanzstunden, mit 10 Jahren kam Schauspielunterricht an der Jugendtheaterschule in Amsterdam hinzu. Nach Abschluss ihres Havo wechselte sie, nach einem Orientierungsjahr, in dem sie unterschiedliche Richtungen von Tanz, Musik, Fotografie, Malerei und Theater ausprobierte, auf der Freien Universität in Driebergen (Utrecht), um Kunsttherapie zu studieren und ihre Ausbildung am Theater fortzusetzen. Während des Studiums entschied sie sich jedoch für eine Schauspiellaufbahn, so dass sie es vorzeitig beendete.
Im Jahr 2006 begann sie in der erfolgreichen  Kinderserie Het Huis Anubis die Rolle der Patricia Soeters zu spielen. Vreneli wirkte 2007 ebenfalls im letzten Teil der Serie Lotte mit. Einen Gastauftritt hatte sie in Flikken Maastricht.

## Filmografie (Auswahl)
- 2006–2009: Het Huis Anubis
- 2008: Anubis: Het pad der 7 zonden
- 2009: Anubis en de wraak van Arghus
- 2010: Flikken Maastricht (1 Folge)